# Directeur de la photographie
 (décembre 2023).
Si vous disposez d'ouvrages ou d'articles de référence ou si vous connaissez des sites web de qualité traitant du thème abordé ici, merci de compléter l'article en donnant les références utiles à sa vérifiabilité et en les liant à la section « Notes et références ».
Le directeur de la photographie, nommé aussi chef opérateur et directeur photo, est responsable, durant le tournage d'un film, de la prise de vues. En France, il est parfois nommé familièrement dir-phot, chef op' ou encore DP (pour « director of photography » en anglais).

## Fonction
En collaboration étroite avec le réalisateur, il conçoit l'esthétique de l'éclairage. Il dirige l'équipe d'électriciens-éclairagistes, celle-ci plaçant les projecteurs et accessoires selon ses directives. En accord avec le réalisateur, il assure la lumière.

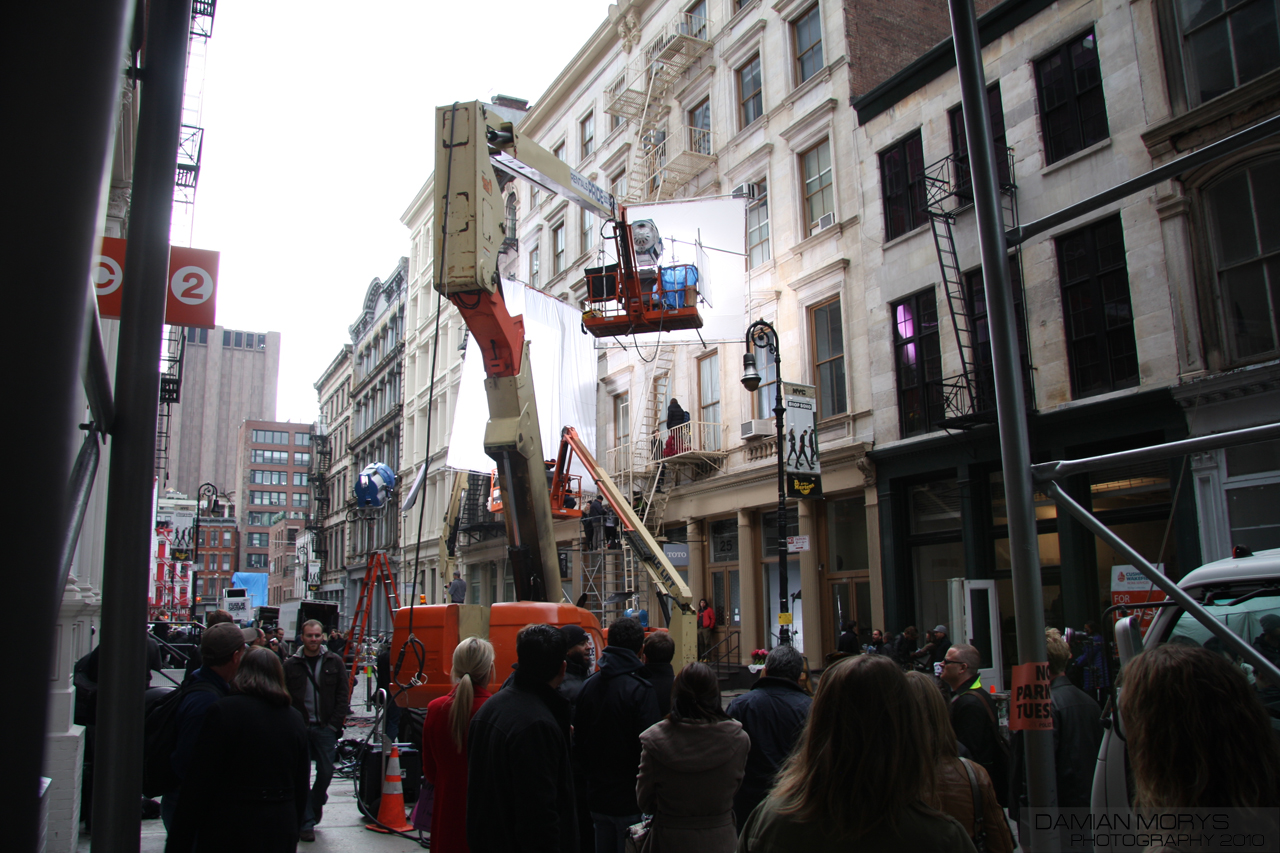
Éclairage d'une façade new-yorkaise sous la houlette d'un directeur de la photographie.

Le directeur de la photographie est assisté par des chefs de poste :
- Dans le domaine de la caméra, d'un cadreur, lui-même assisté d'un premier assistant opérateur, dit « pointeur » (chargé de faire le point) ;
- Dans le domaine de la lumière ou éclairage, d'un chef électricien chargé de la mise en place des installations d'éclairage ;
- Dans le domaine de la machinerie, d'un chef machiniste qui supervise l'installation de la caméra aussi bien communément que dans des endroits difficiles, et la mise en œuvre des mouvements de caméra de type travellings et grues, à l'exception de l'utilisation d'un Steadicam.

Le remplacement des caméras argentiques par les caméras numériques a fait apparaître d'autres postes d'assistants, notamment pour la gestion des supports numériques. L'ingénieur de la vision ou « DIT » (en anglais : Digital Imaging Technician), est spécialiste technique des formats numériques et sert d'intermédiaire entre le laboratoire (numérique) et le tournage. Il est chargé de la fournitures de rushes transcodés sur le plateau et du contrôle qualité des numérisations.
À la finalisation du film, en postproduction, le directeur de la photographie supervise également, avec le réalisateur, l'étalonnage des images du film.
En France, les directeurs de la photographie se sont regroupés dans l'Association française des directeurs de la photographie cinématographique (AFC), similaire à l'ASC aux États-Unis, ou à la British Society of Cinematographers (BSC) au Royaume-Uni. Au Québec, ils sont représentés par l'AQTIS 514 IATSE.

## Directeur de la photographieetchef opérateur
Les termes directeur de la photographie et chef opérateur sont souvent employés de manière interchangeable, bien que leurs origines historiques et leurs usages varient selon les contextes culturels et les époques. 
Le terme directeur de la photographie (traduction littérale du terme américain director of photography, abrégé en DP ou DOP) est apparu à Hollywood dans les années 30, à une époque où le cinéma devenait une industrie majeure avec des équipes de tournage de plus en plus spécialisées. Le rôle du directeur de la photographie a été formalisé comme celui du principal responsable de l'esthétique visuelle d'un film, en collaboration avec le réalisateur. Il est chargé de superviser la lumière, le cadrage, les mouvements de caméra, et l’ensemble des choix techniques en lien avec l’image. Ce titre est aujourd'hui largement utilisé dans le cinéma anglophone et s'est internationalisé avec l'expansion du modèle hollywoodien.
En France, le terme chef opérateur s'est popularisé pendant les années 60, notamment au cours de la Nouvelle Vague. Cette période a marqué une rupture avec les conventions du cinéma classique, et de nombreux réalisateurs et chefs opérateurs ont cherché à réinventer les codes esthétiques et narratifs du cinéma. Le chef opérateur, comme Raoul Coutard qui collabora avec Jean-Luc Godard, jouait un rôle clé dans cette recherche d'innovation visuelle. Le terme met l'accent sur une approche à la fois technique et créative, mais le rôle reste fondamentalement le même que celui du directeur de la photographie : garantir la cohérence et la qualité visuelle de l'œuvre. 
Aujourd’hui en France, pour privilégier l’usage d’un terme à l’autre, il est généralement admis qu’un chef opérateur touche à la caméra et peut être chargé de superviser la gestion du matériel image sur le tournage, tandis que le directeur de la photographie délègue cette tâche au cadreur, en se focalisant uniquement sur la vision artistique et l’éclairage. Cependant, ces distinctions ne sont pas officielles et leur signification peut varier d’un projet à l’autre. 
Il n’existe jamais de situation sur un tournage où l’on aurait à la fois un directeur de la photographie et un chef opérateur. Ces deux termes, bien que différents d'un point de vue historique et géographique, désignent la même fonction, et la présence des deux titres sur une même production n’aurait ainsi aucun sens. L’usage de l’un ou de l’autre dépend simplement du contexte, mais il s’agit toujours de la personne responsable de l'image, chargée des choix artistiques et techniques qui façonnent l’apparence visuelle d’un film.

## Formation

### En France
La formation à ce métier est assurée par quatre établissements publics d'enseignement supérieur : l'École Louis-Lumière, la Fémis, l'ESAV et la CinéFabrique. Il y a aussi de nombreuses écoles privées qui préparent à ce métier : le Conservatoire libre du cinéma français (CLCF), l'École supérieure d'études cinématographiques (ESEC), l'Institut international de l'image et du son (3iS), l'École internationale de création audiovisuelle et de réalisation (EICAR), etc.
Ces formations sont accessibles aussi aux titulaires d'un BTS « Métiers de l'audiovisuel », option « Métiers de l'image », dont le cursus technique est principalement axé sur les métiers de la télévision (cadreur, assistant vidéo, ingénieur de la vision…).

### En Belgique
Les écoles belges les plus renommées sont l'Institut national supérieur des arts du spectacle (INSAS), l'Institut des arts de diffusion (IAD), ou encore l'Institut national de radioélectricité et cinématographie (INRACI). Leurs cours sont suivis par de nombreux étudiants étrangers, dont des Français.

## Personnalités notables
Quelques exemples de grands directeurs de la photographie :
- Henri Alekan, La Belle et la Bête, Les Ailes du désir
- Néstor Almendros, Les Moissons du ciel, Le Dernier métro
- Michael Ballhaus, Les Affranchis, Gangs of New York, Les Infiltrés
- Robert Burks, Sueurs froides, La Mort aux trousses
- Jack Cardiff, La Comtesse aux pieds nus, Les Vikings
- Caroline Champetier
- Ghislain Cloquet, Nuit et Brouillard, Les demoiselles de Rochefort, Georgia
- Dominique Colin, Le Fabuleux Destin d'Amélie Poulain, Les poupées russes, La haine, Le Convoyeur
- Raoul Coutard, À bout de souffle, Le Mépris, Pierrot le Fou
- Floyd Crosby, Mitraillette Kelly, Le Train sifflera trois fois
- Dean Cundey, La Nuit des masques, The Thing, Retour vers le futur, Jurassic Park
- Roger Deakins, Fargo, Skyfall, Blade Runner 2049
- Benoît Debie, Spring Breakers, Les Frères Sisters
- Henri Decaë, Les Quatre Cents Coups, Le Cercle rouge
- Tonino Delli Colli, Le Bon, la Brute et le Truand, Il était une fois dans l'Ouest
- Pasqualino De Santis, Mort à Venise, Une journée particulière
- Gunnar Fischer, Le Septième Sceau, Les Fraises sauvages
- Karl Freund, Le Dernier des hommes, Key Largo
- Agnès Godard, La Nouvelle Ève, Trouble Every Day, La Vie rêvée des anges
- Greig Fraser, Rogue One: A Star Wars Story, Dune, The Batman
- Gilles Henry, Van Gogh
- Janusz Kamiński, La Liste de Schindler, Il faut sauver le soldat Ryan, Minority Report
- Maria Koleva, L'État de bonheur... permanent
- Charles Lang, Certains l'aiment chaud, Les Sept mercenaires
- Joseph LaShelle, Les Nus et les morts, La Poursuite impitoyable
- Robert Lefebvre, Casque d'Or, Michel Strogoff
- Pierre Lhomme, La Maman et la Putain, Camille Claudel, Cyrano de Bergerac
- Emmanuel Lubezki, Les Fils de l'homme, The Tree of Life, Gravity
- Subrata Mitra, Le Salon de musique, Shakespeare Wallah
- Kazuo Miyagawa, Les Contes de la lune vague après la pluie, Kagemusha
- Asakazu Nakai, Les Sept Samouraïs, Le Château de l'araignée, Barberousse, Ran
- Sven Nykvist, Cris et Chuchotements, Le Sacrifice, Nuits blanches à Seattle
- Bill Pope, Matrix, Matrix 2, Matrix 3, Spiderman 2, Baby Driver
- Robert Richardson, Hugo Cabret, Kill Bill : Volume 1, Django Unchained, Aviator, Platoon
- Philippe Rousselot, Diva, La Planète des singes
- Joseph Ruttenberg, Brigadoon, Gigi
- Leon Shamroy, La Tunique, Cléopâtre
- Harry Stradling Sr., Un si doux visage, My Fair Lady
- Édouard Tissé, Alexandre Nevski, Ivan le Terrible
- Gregg Toland, Les Raisins de la colère, Citizen Kane
- Hoyte van Hoytema, Interstellar, Tenet, Spectre, Oppenheimer
- Geoffrey Unsworth, 2001, l'Odyssée de l'espace, Cabaret
- Gordon Willis, Le Parrain, Annie Hall
- Freddie Young, Lawrence d'Arabie (film), Le Docteur Jivago (film)
- Vilmos Zsigmond, John McCabe, Délivrance, Voyage au bout de l'enfer